# Ons Hémécht
Ons Hémécht este imnul național din Luxemburg.

## Versuri
(1)

Wou d'Uelzécht durech d'Wisen zéit,

Duerch d'Fielsen d'Sauer brécht,

Wou d'Rief laanscht d'Musel dofteg bléit,

Den Himmel Wäin ons mécht:

Dat ass onst Land, fir dat mer géif

Hei nidden alles won,

Ons Heemechtsland dat mir so déif

An onsen Hierzer dron.

Ons Heemechtsland dat mir so déif

An onsen Hierzer dron
(2)

An sengem donkle Bëscherkranz,

Vum Fridde stëll bewaacht,

Sou ouni Pronk an deire Glanz

Gemittlech léif et laacht;

Säi Vollek frou sech soë kann,

An 't si keng eidel Dreem:

Wéi wunnt et sech sou heemlech dran,

Wéi as 't sou gutt doheem!
(3)

Gesank, Gesank vu Bierg an Dall

Der Äärd, déi äis gedron;

D'Léift huet en treie Widderhall

A jidder Broschts gedon;

Fir, d'Hemecht ass keng Weis ze schéin;

All Wuert, dat vun er klénkt,

Gräift äis an d' Séil wéi Himmelstéin

An d'A wéi Feier blénkt
(4)

O Du do uewen, deen seng Hand

Duerch d'Welt d'Natioune leet,

Behitt Du d'Lëtzebuerger Land

Vru friemem Joch a Leed;

Du hues ons all als Kanner schon

De fräie Geescht jo ginn,

Looss viru blénken d'Fräiheetssonn,

Déi mir sou laang gesinn!

Looss viru blénken d'Fräiheetssonn,

Déi mir sou laang gesinn!